# Vigezzita
La vigezzita és un mineral de la classe dels òxids que pertany al grup de l'esquinita. Va ser anomenada en honor de la vall de Vigezzo, on va ser descoberta.

## Característiques
La vigezzita és un òxid aprovat com a espècie vàlida per l'Associació Mineralògica Internacional. La seva fórmula química va ser redefinida l'any 2025, passant a ser: CaNb₂O₆. Cristal·litza en el sistema ortoròmbic. Els seus cristalls són prismàtics i euèdric, allargats al llarg de [010], aplanats i estriats paral·lelament a [001] en {100}, acabats per {010}, de fins a 3 mm. La seva duresa a l'escala de Mohs és d'entre 4,5 i 5.
Segons la classificació de Nickel-Strunz, la vigezzita pertany a «04.DF: Òxids amb proporció metall:oxigen = 1:2 i similars, amb cations grans (+- mida mitja); dímers i trímers que comparteixen costats d'octàedres» juntament amb els següents minerals: esquinita-(Ce), esquinita-(Nd), esquinita-(Y), nioboesquinita-(Ce), nioboesquinita-(Nd), nioboesquinita-(Y), rynersonita, tantalesquinita-(Y), changbaiïta i murataïta-(Y).

## Formació i jaciments
La vigezzita va ser descoberta a Alpe Rosso, a la vall de Vigezzo (Província de Verbano-Cusio-Ossola, Piemont, Itàlia) en cavitats miarolítiques en una pegmatita albitizada en gneiss amfibolític i biotític. També ha estat descrita al Brasil, el Canadà, Espanya, els Estats Units, Itàlia, Madagascar, la República Txeca i Rússia.
Sol trobar-se associada a altres minerals com: piroclor, columbita i fersmita.